# 退出欧洲联盟事务大臣
退出欧洲联盟事务大臣 （英語：Secretary of State for Exiting the European Union），通称脫歐事務大臣或退欧事务大臣（英語：Brexit Secretary），是英国内阁中负责处理协调退出欧洲联盟相关事务的内阁大臣。在英国大多数民众在2016年6月23日举行的脱欧公投中支持脱离欧盟后，该职位于2016年7月13日随着以特蕾莎·梅为首的新内阁上台正式设立。退欧事务大臣的主要职责包括监督并审查英国在脱离欧盟过程中的一系列谈判工作，为英国内阁的一员。2020年1月31日，英國正式脫歐，此職隨脫歐部被裁撤。

## 历任脱欧大臣
| 姓名          | 照片 | 任期           | 任期           | 政黨   | 首相   |
| ------------- | ---- | -------------- | -------------- | ------ | ------ |
| 戴维·戴维斯   |      | 2016年7月13日  | 2018年7月8日   | 保守党 | 文翠珊 |
| 多米尼克·拉布 |      | 2018年7月9日   | 2018年11月15日 | 保守党 | 文翠珊 |
| 史提芬·巴克萊 |      | 2018年11月16日 | 2020年1月31日  | 保守党 | 文翠珊 |
| 史提芬·巴克萊 | 強森 | 2018年11月16日 | 2020年1月31日  | 保守党 |        |